# Matteo Schiner
Matteo Schiner, italijanski rimskokatoliški duhovnik, škof in kardinal, * 15. stoletje, † 30. september 1522.

## Življenjepis
20. septembra 1498 je postal škof Siona. 22. septembra 1522 je bil povzdignjen v kardinala.
6. februarja 1512 je postal škof Novare; iz tega položaja je odstopil leta 1517.